# Антисемитизм в Венгрии
Антисемитизм в современной Венгрии является частым феноменом. Во время коммунистического периода в Венгрии, антисемитизм не проявлялся в его классической форме. При коммунизме антисемитизм считался фашистской идеологией. После конца Второй мировой войны вся антисемитская литература была уничтожена. В 1989 году, во время переходного периода от коммунизма к демократии, в Венгрии снова появился антисемитизм. Новое появление антисемитизма вызвало много дискуссий, среди них самым значимым стал вопрос о том, что послужило причиной нового всплеска антисемитизма именно в этот период времени. Среди причин упоминали экономическую и социальную ситуацию в стране, которая резко изменилась после провозглашения Венгерской Республики и падения советского режима. По другим источникам причиной роста антисемитизма стали гражданские права, которые получили венгры после смены режима на демократический, что позволило им больше не скрывать свою враждебность к евреям.
Посткоммунизм и капитализм привели страну к национализму. Национализм в Венгрии включает расизм, ксенофобию, фундаментализм и антисемитизм. Национализм служит псевдоответом на социально-экономические и культурные проблемы. Утверждалось, что раскол социально-политической структуры в Венгрии отражал исторические противоречия между прогрессом и государственностью, эти противоречия создали ситуацию, в которой влиятельные группы пытались превратить антисемитизм в мобилизующую силу. Клаус Хольц в своем понимании антисемитизма подчеркнул роль еврея как вечно угрожающего индивидуальности наций и уничтожающего национальную индивидуальность наций и общин. Этот образ еврея привел к восприятию евреев как виновных, а венгерскую нацию как их жертву.
На посткоммунистическом пространстве антисемитизм образовался на периферии и в основной массе. На периферии антисемитские и неонацистские организации появились и контролировались венгерскими фашистами, проживающими за границей. Среди венгерских неонацистских идеологов были радикально правые публицисты и писатели. Появились газеты Hunnia Füzetek и Szent Korona (Святая корона), они были первыми вернувшие антисемитские мотивы (кровавый навет) и соединили их с послевоенной риторикой, в частности с отрицанием Холокоста. В основной массе антисемитизм приобрел центральное место в общественном дискурсе и в центральных форумах общественной жизни. Дискуссии проводили представители интеллигенции, такие как István Csurka (Иштван Чурка), который принимал участие в деятельности антикоммунистической оппозиции и был видным политиком после смены режима в 1989 году.
В 21 столетии был замечен рост государственного антисемитизма в Венгрии, и он приобрёл более широкий масштаб. Были зафиксированы физическое насилие, устные угрозы и оскорбления, направленные против евреев. Новый всплеск антисемитизма сильно отличался по масштабу от его ранних проявлений в 1990-х. Одним из самых крупных представителей государственного антисемитизма является ультраправая партия «Йоббик»(За лучшую Венгрию), партия получила 16,7 процента голосов на выборах 2010 года, затем на выборах 2014 года партия набрала 20,22 % голосов. Партия неоднократно подвергалась критике за антисемитские высказывания, так в 2012 году председатель партии Мартон Дьендьеши предложил правительству составить список опасных для безопасности страны евреев. Также члены партии выступили с инициативой провести перепись еврейского населения якобы в целях национальной безопасности. Лидер партии Габор Вона заявил о симпатиях партии к исламу: «Ислам — это последняя надежда человечества во тьме глобализма и либерализма». Он же в своей книге назвал Гитлера «законченным продуктом либерализма».
Кроме того, в 2011 году была принята поправка в Конституцию страны, провозглашающая Венгрию государством венгров (в этническом смысле). Ультраправая субкультура сыграла большую роль в основании Венгерского антисемитизма в 21 столетии. Были открыты националистические магазины, в Венгрии прошли радикально-националистические и неонацистские фестивали. Современная антисемитская риторика была обновлена и распространилась, несмотря на это она всё ещё основана на антисемитских предубеждениях. Традиционные предрассудки и обвинения евреев включают в себя понятия еврейской оккупации, всемирного еврейского заговора, евреев считали виновными в подписании Трианонского договора, иудо-большевизме и обвиняли в кровавых наветах. В последние несколько лет это направление развивалось благодаря «палестинизации» (солидарности с арабами-палестинцами, живущими за пределами Израиля) венгров. «Палестинизация» является идеологией, основанной на том, что «преступления сионистов» не происходят только на Ближнем Востоке, но также распространяются на Венгрию. Идеология предполагает, что существует параллель между «геноцидом» палестинцев и судьбой венгров. Снова появились беседы о кровавых наветах, и распространились случаи отрицания холокоста. Финансовый кризис в Венгрии возродил фольклорную историю о «еврейских банкирах».

## Анализ причин антисемитизма

### Данные
Между 1994—2006 годами, 10 %-15 % венгров были ярко настроены против евреев. Антиеврейские взгляды нашли свое отражение в политике: антисемитизм вырос во время предвыборной кампании, а после выборов его уровень вновь понизился. Эта тенденция изменилось в 2006, опросы общественного мнения показали рост расовой нетерпимости начиная с 2009 года.
|                                                                                     | %                  | Год  | Год  | Год  | Год  | Год |
| 1994                                                                                | %                  | 1995 | 2002 | 2006 | 2011 |     |
| ----------------------------------------------------------------------------------- | ------------------ | ---- | ---- | ---- | ---- | --- |
| Еврейская интеллигенция контролирует прессу и культуру.                             | Полностью согласен | 12   | -    | 13   | 12   | 14  |
| Еврейская интеллигенция контролирует прессу и культуру.                             | Согласен           | 18   | -    | 21   | 19   | 21  |
| Существует еврейский заговор, евреи принимают политические и экономические решения. | Полностью согласен | 9    | -    | 8    | 10   | 14  |
| Существует еврейский заговор, евреи принимают политические и экономические решения. | Согласен           | 14   | -    | 14   | 17   | 20  |
| Было бы лучше если бы евреев не было в стране.                                      | Полностью согласен | 11   | 5    | 5    | 3    | 8   |
| Было бы лучше если бы евреев не было в стране.                                      | Согласен           | 12   | 5    | 6    | 7    | 12  |
| В нескольких сферах занятности, надо ограничить количество евреев.                  | Полностью согласен | 8    | -    | 3    | 5    | 7   |
| В нескольких сферах занятности, надо ограничить количество евреев.                  | Согласен           | 9    | -    | 9    | 10   | 12  |
| Распятие Христа является непростительным еврейским грехом.                          | Полностью согласен | 15   | 23   | 8    | 8    | 9   |
| Распятие Христа является непростительным еврейским грехом.                          | Согласен           | 11   | 23   | 9    | 12   | 12  |
| Страдания евреев являются божьим наказанием.                                        | Полностью согласен | 12   | 17   | 7    | 7    | 5   |
| Страдания евреев являются божьим наказанием.                                        | Согласен           | 12   | 17   | 10   | 7    | 9   |
| Евреи чаще других наций готовы использовать махинации чтобы добиться своего.        | Полностью согласен | -    | -    | -    | 8    | 9   |
| Евреи чаще других наций готовы использовать махинации чтобы добиться своего.        | Согласен           | -    | -    | -    | 13   | 17  |
| Евреи живущие в стране более лояльны Израилю чем Венгрии                            | Полностью согласен | -    | -    | -    | 8    | 12  |
| Евреи живущие в стране более лояльны Израилю чем Венгрии                            | Согласен           | -    | -    | -    | 15   | 15  |

По опросу АДЛ(«Антиклеветническая лига») "Позиции в отношении евреев в 10 европейских странах"проведенному с 2 до 31 января 2012, высокий уровень антисемитизма был обнаружен в десяти европейских странах, включая Венгрию. По данным опроса, 63 процента венгров ответили «полностью согласен» на 3 из 4 традиционных антисемитских предрассудков. В 2009 так ответили 47 процентов, а в 2007-м 50. Авраам Фоксман, глава АДЛ, выразил свою озабоченность ростом антисемитизма «В Венгрии, Испании и Польше, масштабы антисемитизма среди населения буквально выходят за рамки статистических графиков, что требует серьёзной реакции от гражданских, политических и религиозных лидеров этих стран».О результатах опроса 2007 года, Фоксман сказал
«Рост антисемитизма и высокий процент венгров, которые имеют негативные взгляды по отношению к евреям, вызывает опасения. Прошло более десяти лет с тех пор как Венгрия получила независимость, мы ожидали что подобные случаи уменьшатся, а не будут встречаться там часто». Глобальные опрос АДЛ опубликованный в 2014 году показал что Венгрия является одной из самых антисемитских стран в восточной Европе, 41 % венгров придерживаются антисемитских взглядов. В отличие от других стран Европы, уровень антисемитизма в Венгрии выше среди молодежи (50 %) до 35 лет

## Социально-психологический анализ антисемитизма
Ученые расходятся во мнениях произошел ли посткоммунистический антисемитизм на фоне раскола структуры. Основной раскол случился между универсальной вестернизацией и специфическим национализмом. Этот раздел стал культурным кодом, который играет ключевую роль в политической мобилизации в Венгрии. В более широком контексте еврейского влияния на процесс вестернизации, по мнению Виктора Каради (венгерский социальный историк) отношение к еврейской общине стало одним из основных причин идеологического разлада. Профессор Ковач(András Kovács) напротив утверждает что замечен не только рост людей с антисемитскими взглядами, но и рост людей с антисемитскими взглядами, которые включают их в политический контекст и будут склонны в определённых случаях поддерживать антисемитскую дискриминацию. Этот Феномен связан с появлением партии «Йоббик» на политической арене. По словам венгерского историка, Андраса Ковача (Andras Kovacs), причины антисемитизма не сильно изменились за последние десять лет. Среди них являются: ксенофобия, уровень преступности, консервативность в вопросе закона и порядка, и национализм. Эти убеждения были коррелятивно связаны с антисемитизмом и объясняли его влияние. Более того, как показали ранние исследования, была найдена маленькая корреляция между антисемитскими предрассудками и социодемографическими и экономическими факторами. Эти позиции выражаются по-разному в разных социальных ситуациях и в разных регионах Венгрии, разница в позициях взаимосвязанна с степенью поддержки «Йоббик» в разных городах.
Эти результаты привели к разработке альтернативной гипотезы, предполагающей что антисемитизм является результатом поддержки ультраправых партий, а не объясняет её. Анализируя ультраправую риторику в попытке подтвердить свою гипотезу, Ковач обнаружил, что главная цель антисемитского толка не в том, чтобы обратится к правительству с антиеврейскими требованиями, а в том чтобы разработать новый подход, который выделит его сторонников по сравнению с другими партиями на политической арене. Те, кто осуждает антисемитские настроения, представлены как сторонники нынешнего политического режима, в то время как те кто использует антисемитскую риторику, описывают себя как радикальная оппозиция существующему режиму, и пытаются извлечь как можно больше выгоды на пвсевдореволюционых обидах

Анализ антиеврейских предрассудков в современной Венгрии, в соответствие с социально-психологического причинною моделью, показал:
1.Антисемитские взгляды одинаково и независимо связаны с авторитаризмом и со взглядами родителей.
2. Авторитаризм является самой важной объясняющей переменной антисемитизма детей и их родителей
3. Социальные перемены могут повысить уровень антисемитизма

## Антисемитизм в субкультуре
Во время посткоммунистической эпохи, без лишних заговоров появилась ультраправая субкультура которая укрепила позиции против Ромов. Появились много неонацистских националистических рок-групп. Они использовали расизм в своих песнях и пользовались нацистскими символами, группы HunterSS (охотникСС), белый шторм, Endlösung и другие. Эти и многие другие ВИА выступали на подпольных концертах, а также на скандально известном венгерском фестивале (MagyarSziget). Эти выступления частно сопровождались использованием запрещённой символики, лозунгов, одежды, значками и тд. Субкультура связана с требованиями националистов связанных с Трианонским ревизионизмом. Нарратив по которому Венгрия должна вернуться к границам которые у неё были до первой мировой войны и вернуть себе земли. Трианонский ревизионизм содержит также антисемитскую идеологию. Сторонники этой субкультуры говорят о превосходстве древней венгерской культуры, и следуют своему религиозному синкретизму, который является смесью дохристианского язычества с христианством в отличие от иудохристинского откровения. Ещё одним элементом субкультуры являются националистические организации по разным хобби и интересам, такие как гой байкеры и байкеры скита Среди других организаций следует отметить PaxHungaria незаконный военизированный Венгерский национальный фронт. Эта организация часто организует тренировочные лагеря для участников, участники считают себя последователями фашистской традиции

## Антисемитский дискурс
Риторика антисионизма, которая была распространена во время коммунизма, сохранилась после революции 1989 года. Она появилась вновь в виде антисемитизма. В ранние годы посткоммунизма часто встречался антисемитизм в средствах массовой информации, но его влияние было ограничено. По данным еврейских и не еврейских опросов общественного мнения, проведённых в последние несколько лет, антисемитизм в Венгрии усилился в последние годы, и участился в публичном дискурсе. Антисемитизм виден в СМИ и на улице, особенно часто антисемитские голоса звучат во время предвыборных кампаний . В венгерских газетах встречаются антисемитские выражения, в них венгерские евреи изображены как «чужие». Несмотря на это следует воспринимать антисемитизм как многосложный феномен, а не как что-то, что происходит только в правом секторе. По словам Яноша Гадо (JánosGadó), автора венгерско-еврейского Сзомбата, антисемитизм является проблемой и в левом секторе, там он выражается в критике политики Израиля."Значительный процент антиеврейского риторики правых фракций в прессе исходит из антисиониских идей левого сектора. " Судя по этому Израиль агрессор, правительство состоит из расистов, которые ущемляют права палестинцев

### Мнения евреев Венгрии об антисемитизме
Исследование об общине евреев Венгрии, проведенное в 1999 Институтом изучения венгерских меньшинств факультета социологии в Лоранд Этвёш (Университет в Будапеште), сформулировало серию вопросов в попытке понять в какой мере евреи оценивают антисемитизм в Венгрии. 32 процента респондентов считают процент антисемитизма в Венгрии низким, 37 назвали уровень антисемитизма высоким, 31 процент сочли уровень антисемитизма средним. В ответ на вопрос, видна ли тенденция роста или спада антисемитизма в последние годы, 63 процента сообщили, что на их взгляд уровень антисемитизма вырос. В попытке понять как респонденты составили свои мнения, стало ясно, что мнение об интенсивности и уровне антисемитизма в современной Венгрии у еврейской диаспоры основывалось в основном на репортажах из СМИ, а не исходило из личного опыта.